# Человек-ястреб
Человек-ястреб (англ. Hawkman) — супергерой, появляющийся на страницах комиксов DC Comics. Персонаж создан сценаристом Гарднером Фоксом и художником Деннисом Невиллом, оригинальный Человек-ястреб впервые появился в Flash Comics № 1 издательства All-American Publications в 1940 году.
Несколько воплощений Человека-ястреба появились в DC Comics, их объединяло старинное оружие и искусственные крылья, прикреплённые к доспехам, сделанным из особого изотопа железа, «N-го металла» (англ. Nth metal). Большинство воплощений Человека-ястреба работают с коллегой-супергероиней (иногда — также возлюбленной) по имени Орлица (англ. Hawkgirl) или Женщина-ястреб (англ. Hawkwoman).
После перезапуска вселенной DC в 1985 году после Кризиса на Бесконечных Землях появилось несколько новых версий персонажа, появляющихся в разные годы, что смазало историю Человека-ястреба. Одни воплощения ассоциированы с Древним Египтом, другие с вымышленной планетой Танагар. Танагарские версии персонажа появлялись в нескольких сериях различной продолжительности.

## История публикаций
Человек-ястреб впервые появился в Flash Comics #1 (1940), и был главным героем серии в 1940-х. Первого Человека-ястреба звали Картер Холл, он являлся возродившимся древнеегипетским принцем Хуфу. Холл сделал открытие: таинственный N-ный металл может отменять гравитацию и позволяет летать. Картер создал себе костюм с огромными крыльями, позволявшими контролировать полёт, и стал борцом с преступностью, взяв себе имя «Человек-ястреб». Он также имел ручного сокола-помощника. Археолог по профессии, Холл использовал оружие из музея, в котором работал.
Человек-ястреб был одним из основателей Общества Справедливости Америки в All Star Comics #3 (зима 1940). В выпуске #8 он стал главой ОСА, и эта позиция сохранялась за ним вплоть до окончания публикаций историй об ОСА в All Star Comics. Он был единственным из членов ОСА, появлявшимся в каждой истории об их приключениях в течение Золотого Века комиксов. У Картера Холла были романтические отношения с реинкарнированной невестой Хуфу, Шиерой Сандерс, которая стала супергероиней по прозвищу «Орлица». Первые три приключения Человека-ястреба нарисовал Деннис Невилл (он создал костюм Человека-ястреба на основе изображений персонажей комиксов Флэш Гордон Алекса Рэймонда), также Шелдоном Молдофом, и позже Джо Кубертом. Куберт немного изменил маску героя в Flash Comics # 85 (1947) и позже, через год, заменил ястребиную маску с крыльями простым жёлтым капюшоном в Flash Comics #98 (1948).
Вместе с большинством других супергероев, приключения Человека-ястреба Золотого Века пришли к завершению, когда их популярность упала в начале 1950-х. Его последнее появление состоялось в All Star Comics #57 (1951).
Через десять лет DC Comics под редакторством Юлиуса Шварца решили возродить ряд героев в новых воплощениях, но с теми же именами и силами. Вслед за успехом Флэша состоялось возрождение Человека-ястреба в серии The Brave and the Bold #34 (1961), на этот раз в качестве инопланетного полицейского с планеты Танагар, хотя его суперсилы остались прежними. Этот Человек-ястреб, созданный Гарднером Фоксом и Джо Кубертом, носил имя Катар Хол и прибыл на Землю вместе со своей женой Шайерой, преследуя преступников, и остался бороться с преступностью на Земле. Пара взяла себе имена Картера и Шиеры Холл и стали кураторами музея в Мидвей-Сити.
Этот Человек-ястреб стал участником Лиги Справедливости Америки, где часто вступал в словесные баталии с более либеральным героем Зелёной Стрелой. В 1960-х стало известно что первый Человек-ястреб жил в параллельном мире Земли-2, а Катар Хол жил на Земле-1. ОСА и ЛСА имели ежегодные встречи в 1960-х и 1970-х годах, на которых два героя часто встречались.
Человек-ястреб Серебряного Века имел собственную серию комиксов несколько лет, но из-за снижения продаж её объединили с серией комиксов о другом супергерое, Атоме. Atom and Hawkman выпускалась чуть больше года и впоследствии была отменена.
В конце 1970-х в Showcase и World’s Finest Comics Танагар начал войну с планетой Ранн, домом Адама Стрейнджа. Это привело к тому, что Человек-ястреб и Орлица разорвали связь со своим родным домом, и позже бились в Теневой Войне Хоукмэна, когда Танагар попытался тайно завоевать Землю.
Серия 1985 года Кризис на Бесконечных Землях завершилась изменением большей части истории Вселенной DC и привела к тому, что происхождение многих персонажей было существенно изменено. История Человека-ястреба имела наибольшее количество путаниц из-за попыток многочисленных авторов последовательно объяснить его появления в комиксах. В обновлённой временной линии имелась одна Земля, на которой ОСА действовало в 1940-х, а ЛСА появилась десятилетия спустя. В попытке определить, кем же Ястреб и Орлица были на разных этапах истории вселенной, произошло несколько пересмотров их истории. Докризисные воплощения героев всё ещё использовались в течение нескольких лет, тогда они играли важные роли во Вселенной DC и присоединились к последнему воплощению Лиги Справедливости.
После этого DC решили устроить «перезагрузку» Человека-ястреба в ограниченной серии названной Hawkworld (позже она привела к появлению серии, продолжающейся и поныне). Автором серии выступил Тим Труман, позже Джон Острандер. В этой серии Танагар представлял собой стратифицированное общество, которое завоёвывало другие миры ради обогащения. Катар Хол, сын видного чиновника, восстал против этого порядка и впоследствии оказался сослан на Землю вместе со своей спутницей Шайерой. Несколько лет они находились на Земле, а затем Хол, по-видимому, был убит.
Это привело к нескольким несоответствиям: если новый Катар Хол только что прибыл на Землю, кто же был Человеком-ястребом до этого? В попытке исправить ошибки DC постановила, что Человек-ястреб и Орлица из серии Золотого века иногда возвращались к работе после предполагаемой отставки в 1951 году и вплоть до 1990-х, и что N-ный метал происходит с Танагара. Семья Холлов (не путать с Холами) присоединилась к первой ЛСА. Другой Человек-ястреб — Фэл Андар, танагарианский агент — был тем, кто вступил в Лигу Справедливости в 1980-х. Он прикидывался героем, но на самом деле шпионил в лиге для своих танагарских хозяев.
Минисерия Zero Hour ещё больше запутала историю Человека-ястреба, соединив различные версии этого персонажа в «Ястребиного Бога», который был ключевым персонажем в третьем томе ежемесячной серии о герое. Эта версия Человека-ястреба также играла незначную роль в серии об альтернативном будущем Kingdom Come. После завершения серии DC решили, что история Человека-ястреба слишком сложная, поэтому он отсутствовал в комиксах в течение нескольких лет.
В конце 1990-х серия комиксов об ОСА немного упростила историю Человека-ястреба. Картер Холл вместе со своей женой Шиерой уже много раз реинкарнировались со времен Древнего Египта и их силы происходят от танагарианского N-го метала. Катар Хол из серии «Hawkworld» также был на Земле в 1990-х. Фэл Андар, Человек-ястреб 1980-х, вернулся на Танагар. «Ястребиный Бог» позже оказался аватаром Ястребиной стороны Красного (откуда получил свои силы Энималмэн) и только называл себя Человеком-ястребом.
В событиях минисерии Кризис Личности было постановлено, что именно Картер Холл поспособствовал стиранию памяти Доктора Лайта (он и предложил эту идею), и его роль в этом инциденте стала причиной вражды с Зелёной стрелой (который считал, что вмешательство в право на самоопределение индивида недопустимо для любой организации или правительства).
Впоследствии Человек-ястреб перевоплотился ещё раз и получил новую серию в 2002 году под названием Hawkman Volume 4 авторства Джеймса Робинсона и Джеффа Джонса, с рисунками Рэгза Моралеса. Джастин Грей и Джимми Пальмиотти перехватили серию спустя два года. В 2006 году серия была переименована в Hawkgirl с № 50 и получила новый творческий коллектив — Уолтера Симонсона и Говарда Чайкина. Эта серия продолжалась 16 номеров до июля 2007 года.
Хоукмэн был главным героем в минисерии Rann-Thanagar War, которая вытекает из событий серии Countdown to Infinite Crisis. За это время его история изменилась ещё сильнее.

## Силы и способности
Все воплощения Человека-ястреба использовали так называемый «N-ный металл», чтобы летать, преодолевая гравитацию. Металл находится в ремне, ботинках и крыльях героя, а способность летать контролируется мысленно (Хотя в комиксе Hawkman vol 1 #4, «The Machine that magnetized Men!» Человек-ястреб говорит, что управление антигравитационным устройством находится у него на поясе). Крылья позволяют контролировать полёт, ими можно «хлопать», двигая плечами. В большинстве комиксов Человек-ястреб обладает повышенной физической силой.
Человек-ястреб Золотого века был также одарён морским богом Посейдоном и мог дышать под водой. Он обнаружил скрытое королевство разумных птиц, которыми правил старик по имени Одноглазый. Он обучил Человека-ястреба их языку и позже пожертвовал собой, чтобы спасти ему жизнь. Среди вожаков королевства был ястреб по имени Большой Красный.
Человек-ястреб Серебряного века обладал усиленным чувствами, сравнимыми (как было сказано) с ястребом. Он (и иногда Человек-ястреб Золотого века) способен также общаться с птицами, хотя он не может ими командовать так, как Аквамен командует морскими существами. Он также носил специальные контактные линзы, позволяющие ему видеть лучи и радиацию.
Также Человек-ястреб Серебряного века обладал танагарианским полицейским космическим кораблём и различным научно-фантастическим оружием, среди которого был Абсорбаскон, позволяющий им узнавать то, что знает хотя бы один человек на Земле.
Все версии Человека-ястреба предпочитают использовать старинное оружие — в частности, булавы, сети, копья и щиты — чаще, чем современное или футуристичное оружие. Нынешнее воплощение предпочитает такое оружие отчасти из-за памяти предыдущих жизней, а потому обращается с ним эффективнее, чем с современным. Картеру Холу было слишком опасно использовать танагарианское оружие из-за опасности утери или захвата землянами и последующего копирования. Однако одно уникальное оружие Картер иногда использует: Когти Хоруса, сделанные из N-го металла принцем Хуфу в древнем Египте. Нововоплощенному Картеру Холлу их доставил Джей Гаррик в книге JSA Book 3: «The Return of Hawkman». Позже, в Superman-Batman Book 1: «Public Enemies», Человек-ястреб использовал Когти, чтобы победить Супермена.
Человек-ястреб Золотого века обладал силой 12 мужчин, но позже создатели отказались от этой идеи. В то время, как сила Человека-ястреба Золотого века была естественного происхождения, позже, в Серебряном веке, появилось другое объяснение, увязывающее силу с возможностями N-го металла наделять людей способностью носить огромные веса. В нынешнем воплощении сказано, что N-ный метал просто увеличивает силу своего носителя. Также несколько история Лиги и Общества Справедливости Америки указывают, что на Танагаре гравитация больше, чем на Земле, поэтому танагарианцы изначально сильнее людей, поскольку привыкли к большей гравитации, как жители Атлантиды (царства Аквамена) привыкли к давлению воды.
Также в серии комиксов JSA появилась информация о том, что N-ный метал значительно ускоряет лечение, почти мгновенно закрывая раны. Пример был приведён в истории «Кризис Совести» серии JLA, в выпусках 115—118. Картеру чуть не разорвало руку, но рана вскоре закрылась, и к концу выпуска нормально функционировала. Атом прокомментировал, что для Человека-ястреба смешны любые раны слабее ожога третьей степени.
N-ный металл также регулирует температуру тела носителя, освобождая от нужды носить тяжёлую тёплую одежду на большой высоте. Он также может излучать тепло, что согревает Человека-ястреба в холодном климате.

## Вне комиксов
- В сериале «Тайны Смолвиля» Человека-ястреба сыграл Майкл Шэнкс в эпизодах 11-12, 22 девятого сезона и в эпизодах 2, 11 десятого сезона.
- «Бэтмен» — является членом Лиги справедливости с 4 сезона .
- «Лига справедливости» показывает Картера Холла как археолога в 2 и 11 сериях 5 сезона
- «Юная Лига Справедливости» — числился в составе Лиги справедливости.
- Играбельный персонаж в Batman: The Brave and the Bold – The Videogame.
- Появляется в DC Universe Online.
- Играбельный персонаж в LEGO Batman 2: DC Super Heroes.
- В телевизионной Вселенной DC канала The CW роль Человека-ястреба исполнил Фальк Хенчель. Персонаж появляется в сериалах «Стрела», «Флэш», «Легенды завтрашнего дня».
- В фильме Чёрный Адам роль Человека-ястреба сыграл Элдис Ходж

## Критика
Журнал Wizard оценил Человека-ястреба, как № 118 в списке величайших персонажей комиксов.
Персонаж занял 56-ю позицию в списке 100 лучших героев комиксов по версии сайта IGN, где также сказано, что лучшее качество Человека-ястреба — его вспыльчивость.

## Коллекционные издания
- Golden Age Hawkman Archives Vol. 1 (Hawkman stories from Flash Comics #1-22)
- Hawkman Archives Vol. 1 (The Brave and the Bold Vol. 1 #34-36, 42-44; Mystery in Space #87-90)
- Hawkman Archives Vol. 2 (Hawkman #1-8)
- Showcase Presents: Hawkman Vol. 1 (The Brave and the Bold Vol. 1 #34-36, 42-44, & 51, The Atom #7, Mystery in Space #87-90; Hawkman Vol. 1 #1-11)
- Showcase Presents: Hawkman Vol. 2 (Hawkman Vol. 1 #12-27,The Atom #31, The Atom and Hawkman #39-45, The Brave and the Bold Vol.1 #70)
- Blackest Night: Rise of the Black Lanterns (Atom & Hawkman #46)
- Hawkman Vol. 1 Endless Flight (Collects Hawkman (Vol.4) #1-6 and Hawkman Secret Files #1)
- Hawkman Vol. 2 Enemies & Allies (Collects Hawkman (Vol.4) #7-12)
- Hawkman Vol. 3 Wings of Fury (Collects Hawkman (Vol.4) #15-22)
- JSA: Black Reign (Collects Hawkman (Vol.4) #23-25 and JSA #56-58)
- Hawkman Vol. 4 Rise of the Golden Eagle (Collects Hawkman (Vol.4) #37-45)
- DC Comics Presents: Brightest Day #1 (Collects Hawkman #27, 34 and 36)
- The Savage Hawkman Vol. 1: Darkness Rising (Collects The Savage Hawkman #1-8)